# Somosomo Strait
Somosomo Strait är ett sund i Fiji.   Det ligger i divisionen Norra divisionen, i den nordöstra delen av landet, 220 km nordost om huvudstaden Suva.